# Ottomar Rosenbach
Ottomar Ernst Felix Rosenbach (ur. 4 stycznia 1851 w Krappitz, zm. 20 marca 1907 w Berlinie) – niemiecki lekarz.
Urodził się w miejscowości Krappitz na Śląsku (dziś Krapkowice) jako syn lekarza Samuela Rosenbacha. Studiował w Berlinie i Wrocławiu, tytuł doktora medycyny otrzymał w 1874 roku. W trakcie studiów uczestniczył jako ochotnik w wojnie francusko-pruskiej. Od 1874 do 1877 roku był asystentem Wilhelma Oliviera Leubego i Carla Wilhelma Hermanna Nothnagela w szpitalu Uniwersytetu w Jenie, w 1878 został asystentem w Szpitalu Wszystkich Świętych (Allerheiligen-Hospital) we Wrocławiu i został privatdozentem. Od 1887 do rezygnacji w 1893 roku był ordynatorem, w 1888 został profesorem asystentem. Z katedry również zrezygnował w 1896 roku po czym przeniósł się do Berlina, gdzie pozostał do śmierci w 1907 roku.